# Nekrolog 1600
Nekrolog
◄◄
| ◄
| 1596
| 1597
| 1598
| 1599
| 1600 | 1601 | 1602 | 1603 | 1604 | ► | ►►
Weitere Ereignisse | Allgemeiner Nekrolog 1600
Die Beschreibung der verstorbenen Person sollte so kurz wie möglich gehalten sein und nur deren signifikante Tätigkeit(en) enthalten.
Neue Namen ggf. auch unter dem Geburts- und Sterbedatum, also etwa unter 1. Januar und im Geburts- und Sterbejahr (2024) eintragen (nur bei entsprechender großer Wichtigkeit). Für Beispiele siehe die schon vorhandenen Artikel.
Außerdem über die fünf zuletzt Verstorbenen, zu denen es einen ausreichend guten Artikel für eine Präsentation auf der Hauptseite gibt, nach der todesbedingten Überarbeitung der Artikel ggf. auch unter Wikipedia Diskussion:Hauptseite informieren und sie am besten auch in den anderen Wikipedia-Sprachversionen eintragen. Tipp: Regelmäßig bei news.google.de nach „ist tot“, „gestorben“ oder „verstorben“ suchen.
Wenn eine Person gestorben ist, gibt es viele Seiten zu dieser Person in der Wikipedia, die davon auch betroffen sind und entsprechend aktualisiert werden müssen. Beispiele: Namenübersichtsseite, Geburtsjahr, Geburtsort-Seiten und viele mehr.
Wie finde ich die betroffenen Seiten?
Im Suchfeld auf der linken Seite gibt man den Suchbegriff so ein: „Vorname Nachname“. Dann klickt man auf Volltext und alle Seiten mit entsprechendem Suchtext werden aufgerufen. Hier sieht man dann schnell, wo auch das Todesjahr Sinn macht oder sogar ein Teil des Artikels angepasst werden muss. Auch hilft das „Werkzeug“ auf der linken Seite sehr gut, um solche Seiten aufzufinden: „Links auf diese Seite“. Somit ist die Wikipedia wieder aktuell in allen Bereichen! Hinweis: bei Eintragung der Kategorie „Gestorben JAHR“ wird der Missbrauchsfilter 49 ausgelöst, was jedoch nicht schlimm ist. Siehe: Spezial:Missbrauchsfilter/49
Dies ist eine Liste von im Jahr 1600 verstorbenen bekannten Persönlichkeiten. Die Einträge erfolgen innerhalb der einzelnen Daten alphabetisch sortiert. Tiere sind im Nekrolog für Tiere zu finden.

## Januar
| Tag        | Name                 | Beruf, bekannt als                                                                                                | Alter | Beleg |
| ---------- | -------------------- | --- | ----- | ----- |
| 21. Januar | Georg Radziwill      | litauischer Kardinal                                                                                              | 43    |       |
| 22. Januar | Nikolaus von Zerssen | Subdiakon und Domherr in verschiedenen Bistümern                                                                  |       |       |
| 23. Januar | Egidius Valenzyn     | deutscher Schöffe und Bürgermeister von Aachen                                                                    |       |       |
| 26. Januar | Lorenzo Priuli       | italienischer Politiker, Kardinal und Patriarch                                                                   | 61    |       |
| 30. Januar | Georg Liebler        | Hochschullehrer der Philosophie, Linguistik, Physik, Eloquenz und Poesie sowie Rektor an der Universität Tübingen | 75    |       |

## Februar
| Tag         | Name                   | Beruf, bekannt als                                                     | Alter | Beleg |
| ----------- | ---------------------- | ---------------------------------------------------------------------- | ----- | ----- |
| 9. Februar  | Johann Friedrich       | Herzog von Pommern, Bischof von Cammin                                 | 57    |       |
| 9. Februar  | Anna Maria Wasa        | Prinzessin des polnisch-litauischen Hauses Wasa                        | 6     |       |
| 13. Februar | Giovanni Paolo Lomazzo | Maler und Kunsttheoretiker des Manierismus                             | 61    |       |
| 15. Februar | José de Acosta         | spanischer Jesuit, Missionar                                           |       |       |
| 17. Februar | Giordano Bruno         | italienischer Philosoph                                                | 52    |       |
| 20. Februar | Hermann von Hatzfeld   | kurkölnischer Rat, Drost zu Balve, Amtmann von Bilstein und Schönstein |       |       |
| 20. Februar | Markus Tegginger       | deutscher Geistlicher, Hochschullehrer und Stifter                     |       |       |

## März
| Tag      | Name            | Beruf, bekannt als                                     | Alter | Beleg |
| -------- | --------------- | ------------------------------------------------------ | ----- | ----- |
| 16. März | Johann Major    | deutscher evangelischer Theologe, Humanist und Poet    | 67    |       |
| 19. März | Joachim         | Graf von Ortenburg und Herr zu Mattighofen und Neudeck | 69    |       |
| 28. März | Salomon Alberti | Mediziner                                              | 59    |       |

## April
| Tag       | Name                       | Beruf, bekannt als                                                  | Alter | Beleg |
| --------- | -------------------------- | ------------------------------------------------------------------- | ----- | ----- |
| 1. April  | Georg Borcholt             | Bürgermeister von Lüneburg (1578–1594)                              |       |       |
| 1. April  | Mayken Verhulst            | flämische Malerin                                                   |       |       |
| 7. April  | Bâkî                       | osmanischer Dichter                                                 |       |       |
| 17. April | Konrad Friederich          | Schweizer Bürgermeister                                             | 58    |       |
| 20. April | Giovanni Ludovico Madruzzo | italienischer Kardinal                                              |       |       |
| 23. April | Nikolaus Pálffy von Erdőd  | kaiserlicher Generalfeldmarschall und Schlosshauptmann von Preßburg | 47    |       |

## Mai
| Tag     | Name                       | Beruf, bekannt als                                              | Alter | Beleg |
| ------- | -------------------------- | --------------------------------------------------------------- | ----- | ----- |
| 6. Mai  | Paul Albert                | Bischof von Breslau                                             |       |       |
| 6. Mai  | Heinrich von Tiesenhausen  | deutsch-baltischer Staatsmann und Historiker                    |       |       |
| 22. Mai | Jacob Heerbrand            | deutscher Theologe und Reformator                               | 78    |       |
| 23. Mai | Niels Hemmingsen           | dänischer evangelischer Theologe, Philologe und Schulreformer   | 86    |       |
| 23. Mai | Johann Wolff               | deutscher Jurist, Diplomat, Übersetzer, Historiker und Theologe | 62    |       |
| 24. Mai | Georgius Rhode             | deutscher Priester, Abt des Klosters Marienfeld                 |       |       |
| 24. Mai | Ruprecht von Stotzingen    | schwäbischer Adliger und österreichischer Beamter               |       |       |
| 25. Mai | Anna Walburga von Neuenahr | durch Erbe regierende Gräfin von Moers                          |       |       |
| Mai     | Fulvio Orsini              | italienischer Späthumanist, Antiquar und Bibliothekar           | 70    |       |

## Juni
| Tag      | Name                    | Beruf, bekannt als                              | Alter | Beleg |
| -------- | ----------------------- | ----------------------------------------------- | ----- | ----- |
| 2. Juni  | Simon Bingelhelm        | deutscher Serienmörder                          |       |       |
| 3. Juni  | Johannes Grande         | spanischer Ordensmann und Heiliger              | 54    |       |
| 8. Juni  | Andreas Krag            | dänischer Mathematiker, Physiker und Mediziner  |       |       |
| 18. Juni | Eduard Fortunat         | Markgraf von Baden-Baden                        | 34    |       |
| 18. Juni | Veit zu Pappenheim      | Reichserbmarschall                              | 65    |       |
| 20. Juni | Joachim von Brandenburg | Markgraf von Brandenburg                        | 17    |       |
| 22. Juni | Samuel Fischer          | deutscher Theologe, Pfarrer und Superintendent  | 52    |       |
| 25. Juni | David Chyträus          | deutscher evangelischer Theologe und Historiker | 70    |       |
| 30. Juni | Eberhard zu Solms-Lich  | Landdrost des Herzogtums Westfalen              | 70    |       |

## Juli
| Tag      | Name                    | Beruf, bekannt als                                    | Alter | Beleg |
| -------- | ----------------------- | ----------------------------------------------------- | ----- | ----- |
| 3. Juli  | Chand Bibi              | indische Regentin                                     |       |       |
| 7. Juli  | Thomas Lucy             | britischer Friedensrichter und High Sheriff           | 68    |       |
| 17. Juli | Georg Beer              | deutscher Baumeister der Renaissance                  |       |       |
| 18. Juli | Anton Bocatius          | Gelehrter und evangelischer Geistlicher               |       |       |
| 22. Juli | Laurentius Fabritius    | römisch-katholischer Geistlicher; Weihbischof in Köln |       |       |
| 26. Juli | Robert Nutter           | Dominikanerpriester, Märtyrer                         |       |       |
| 29. Juli | Adolf von Schwarzenberg | deutscher Feldherr in den Türkenkriegen               |       |       |

## August
| Tag        | Name                       | Beruf, bekannt als                                                   | Alter | Beleg |
| ---------- | -------------------------- | -------------------------------------------------------------------- | ----- | ----- |
| 1. August  | Amador Arrais              | portugiesischer Geistlicher, Theologe, Bischof und Schriftsteller    |       |       |
| 7. August  | Johann Konrad Ulmer        | evangelischer Theologe und Naturforscher                             | 81    |       |
| 15. August | Nicolaus Reimers           | deutscher Astronom und kaiserlicher Hofmathematiker                  | 49    |       |
| 18. August | Dietrich von Broemse       | Bürgermeister der Hansestadt Lübeck                                  |       |       |
| 18. August | Sebastiano Montelupi       | polnisch-italienischer Kaufmann, Bankier und königlicher Postmeister |       |       |
| 19. August | Hermann Warmboeke          | Syndicus und Bürgermeister der Hansestadt Lübeck                     |       |       |
| 25. August | Hosokawa Gracia            | japanische Adlige                                                    |       |       |
| 27. August | Pedro de Deza              | Kardinal der römisch-katholischen Kirche                             | 80    |       |
| 31. August | Octavianus Secundus Fugger | deutscher Handelsherr aus dem Familienzweig Fugger von der Lilie     | 51    |       |
| 31. August | Karl von Utenhove          | flämischer humanistischer Philologe und Dichter                      | 64    |       |

## September
| Tag           | Name                | Beruf, bekannt als                                                                     | Alter | Beleg |
| ------------- | ------------------- | -------------------------------------------------------------------------------------- | ----- | ----- |
| 1. September  | Thaddaeus Hagecius  | böhmischer Astronom und persönlicher Arzt des Rudolf II.                               | 74    |       |
| 5. September  | Sigismund August    | Mitregent des Herzogtums Mecklenburg-Schwerin                                          | 39    |       |
| 9. September  | Georg Hoefnagel     | flämischer Maler                                                                       |       |       |
| 20. September | Melchior von Redern | kaiserlicher Heerführer in den Türkenkriegen                                           | 45    |       |
| 25. September | Tönnies Maydell     | deutsch-baltischer Adliger, schwedischer Admiral, estländischer Ritterschaftshauptmann |       |       |
| September     | Claude Le Jeune     | Komponist                                                                              |       |       |

## Oktober
| Tag         | Name                                | Beruf, bekannt als                                                                                   | Alter | Beleg |
| ----------- | ----------------------------------- | --- | ----- | ----- |
| 10. Oktober | Konrad von Degenfeld                | Herr zu Eybach                                                                                       |       |       |
| 10. Oktober | Bartolomé de la Plaza               | spanischer römisch-katholischer Ordensgeistlicher, Bischof von Tui und erster Bischof von Valladolid |       |       |
| 10. Oktober | Ulrich III. Wittwiler von Rorschach | Abt von Einsiedeln                                                                                   |       |       |
| 12. Oktober | Luis de Molina                      | spanischer Jesuit und Theologe                                                                       | 65    |       |
| 13. Oktober | Andreas Pouchenius der Ältere       | Theologe, Superintendent                                                                             | 73    |       |
| 21. Oktober | Ōtani Yoshitsugu                    | japanischer Samurai                                                                                  |       |       |

## November
| Tag          | Name                                        | Beruf, bekannt als                        | Alter | Beleg |
| ------------ | ------------------------------------------- | ----------------------------------------- | ----- | ----- |
| 3. November  | Richard Hooker                              | anglikanischer Theologe                   | 46    |       |
| 4. November  | Calixtus Schein                             | Stadtsyndicus der Hansestadt Lübeck       |       |       |
| 5. November  | Sigmund Fugger von Kirchberg und Weißenhorn | Bischof von Regensburg                    |       |       |
| 6. November  | Ishida Mitsunari                            | japanischer Heerführer und Daimyō         |       |       |
| 6. November  | Konishi Yukinaga                            | japanischer Feldherr                      |       |       |
| 12. November | Andreas von Österreich                      | Kardinal, Bischof von Konstanz und Brixen | 42    |       |
| 17. November | Kuki Yoshitaka                              | japanischer Marinekommandeur              |       |       |
| 23. November | Balthasar Rüssow                            | Chronist Livlands und Estlands            |       |       |

## Dezember
| Tag          | Name                             | Beruf, bekannt als                                     | Alter | Beleg |
| ------------ | -------------------------------- | ------------------------------------------------------ | ----- | ----- |
| 2. Dezember  | Andreas Iris                     | deutscher Dichter, Ethnologe, Historiker und Philosoph |       |       |
| 3. Dezember  | Giovanni Myra                    | italienischer römisch-katholischer Geistlicher         |       |       |
| 3. Dezember  | Roger North, 2. Baron North      | englischer Politiker                                   | 70    |       |
| 13. Dezember | Albert Friedrich von Brandenburg | Markgraf von Brandenburg                               | 18    |       |
| 16. Dezember | Karl I.                          | Pfalzgraf und Herzog von Pfalz-Zweibrücken-Birkenfeld  | 40    |       |
| 29. Dezember | Laura Peperara                   | italienische Sängerin der Renaissance                  |       |       |
| Dezember     | Wilhelm Adolf Scribonius         | Philosoph, Mediziner und Lehrer, Hexentheoretiker      |       |       |

## Datum unbekannt
| Tag | Name                            | Beruf, bekannt als                                         | Alter | Beleg |
| --- | ------------------------------- | ---------------------------------------------------------- | ----- | ----- |
|     | Mose Alschech                   | jüdischer Gelehrter und Bibelkommentator                   |       |       |
|     | Cyprian Bazylik                 | polnischer Komponist                                       |       |       |
|     | Rinaldo Bonanno                 | italienischer Bildhauer                                    |       |       |
|     | John Case                       | britischer Philosoph und Musikexperte                      |       |       |
|     | Antoine Cauchie                 | französischer Romanist und Grammatiker                     |       |       |
|     | Paul Cherler                    | evangelischer Pfarrer und Dichter                          |       |       |
|     | Eleazar b. R. Mosche Azikri     | Kabbalist und Dichter in Safed                             |       |       |
|     | Andreas Eössi                   | siebenbürgischer Schriftsteller, Begründer der Sabbatarier |       |       |
|     | Caspar Henneberg                | deutscher Pfarrer und Kartograf                            |       |       |
|     | Agostino Ramelli                | italienischer Ingenieur; Erfinder des Bücherrads           |       |       |
|     | Johannes Rauw                   | deutscher Kosmograph, Theologe und Komponist               |       |       |
|     | Reichard Streun von Schwarzenau | österreichischer Politiker und Historiker                  |       |       |
|     | Friedrich Sustris               | deutsch-niederländischer Maler, Dekorateur und Architekt   |       |       |
|     | Torii Mototada                  | japanischer Samurai und Daimyō (Feudalherr)                |       |       |